# Benedetta Bianchi Porro
Benedetta Bianchi Porro (ur. 8 sierpnia 1936 w Dovadola, zm. 23 stycznia 1964) – włoska błogosławiona Kościoła katolickiego.

## Życiorys
Benedetta Bianchi Porro urodziła się 8 sierpnia 1936 roku. Od dziecka często chorowała. W wieku 17 lat zachorowała na bardzo rzadki rodzaj nowotworu układu nerwowego. Stopniowo traciła słuch, wzrok. Dostała się nawet na studia medyczne w Mediolanie. Niedługo przed śmiercią została całkowicie sparaliżowana. Zmarła 23 stycznia 1964 roku w opinii świętości. 8 listopada 2018 papież Franciszek podpisał dekret o jej cudzie, co otwiera drogę do jej beatyfikacji. Jej beatyfikacja odbyła się 14 września 2019 roku.